# Stato sovrano

Stati membri delle Nazioni Unite, che sono tutti Stati sovrani, sebbene non tutti gli Stati sovrani siano necessariamente membri.

Uno Stato sovrano, nel diritto internazionale, è un'entità giuridica che è rappresentata da un governo centralizzato che ha sovranità su un'area geografica. Il diritto internazionale definisce gli Stati sovrani come aventi una popolazione permanente, un territorio definito, un governo e la capacità di entrare in relazione con altri Stati sovrani. È anche normalmente inteso che uno Stato sovrano non è né dipendente né sottoposto a nessun altro potere o Stato.
Mentre secondo la teoria dichiarativa dello Stato, uno Stato sovrano può esistere anche senza essere riconosciuto da altri Stati sovrani, gli Stati non riconosciuti spesso hanno difficoltà ad esercitare i pieni poteri del trattato e ad impegnarsi in relazioni diplomatiche con altri Stati sovrani.

## Sovranità di Vestfalia
La sovranità di Vestfalia è il concetto di sovranità Stato-nazione basato sulla territorialità e l'assenza di un ruolo da parte di agenti esterni nelle strutture domestiche. È un sistema internazionale di stati, società multinazionali e organizzazioni che hanno avuto inizio con la Pace di Vestfalia nel 1648.
La sovranità è un termine che viene spesso usato impropriamente. Fino al XIX secolo, il concetto radicalizzato di "standard di civiltà" veniva sistematicamente utilizzato per determinare che certe persone nel mondo erano "incivili" e prive di società organizzate. Questa posizione è stata riflessa e costituita nella nozione che la loro "sovranità" era completamente priva o almeno di un carattere inferiore rispetto a quella del popolo "civilizzato". Lassa Oppenheim scrisse: 
(Lassa Oppenheim)
Secondo H. V. Evatt dell'Alta Corte di Australia:
(H. V. Evatt)
 La sovranità ha assunto un significato diverso con lo sviluppo del principio di autodeterminazione e il divieto contro la minaccia o l'uso della forza come "ius cogens" norme del moderno diritto internazionale. Lo Statuto delle Nazioni Unite, Progetto di Dichiarazione sui diritti e doveri degli Stati e le carte delle organizzazioni internazionali regionali esprimono il parere che tutti gli stati sono giuridicamente uguali e godono degli stessi diritti e doveri fondati sul mero fatto della loro esistenza come persone giuridiche secondo il diritto internazionale. Il diritto delle nazioni di determinare il proprio status politico ed esercitare la sovranità permanente entro i limiti delle loro giurisdizioni territoriali è ampiamente riconosciuto.
Nelle scienze politiche, la sovranità viene solitamente definita come l'attributo più essenziale dello stato nella forma della sua completa autosufficienza nei confini di un determinato territorio, che è la sua supremazia nella politica interna e nell'indipendenza in quella straniera. Prende il nome dal trattato di Vestfalia del 1648, il sistema di sovranità statale della Vestfalia, che secondo Bryan Turner "ha fatto una separazione più o meno chiara tra religione e stato e riconosciuto il diritto dei principi di "confessionalizzare" lo stato, cioè, determinare l'affiliazione religiosa dei loro regni sul principio pragmatico del cuius regio, eius religio.
Il modello di sovranità statale della Vestfalia è stato sempre più preso di mira dal "non occidente" come sistema imposto esclusivamente dal colonialismo occidentale. Ciò che questo modello ha fatto è stato rendere la religione subordinata alla politica, una questione che ha causato alcuni problemi nel mondo islamico. Questo sistema non si adatta al mondo islamico perché concetti come "separazione tra chiesa e stato" non sono riconosciuti come validi dalla religione islamica.
Nell'uso casuale, i termini "paese", "nazione" e "stato" sono spesso usati come se fossero sinonimi, ma in un uso più rigoroso, possono essere distinti:
- Paese definisce una regione che ha caratteristiche geografiche o confini politici.
- Nazione definisce un gruppo di persone che si crede o si ritiene condividano usanze, religione, lingua, origini o storia comuni. Tuttavia, gli aggettivi "nazionale" e "internazionale" vengono frequentemente usati per riferirsi a questioni che riguardano strettamente "stati sovrani", come in "capitale nazionale" e "diritto internazionale".
- Stato definisce l'insieme delle istituzioni governative e di sostegno che hanno sovranità su un territorio definito e sulla sua popolazione. Gli stati sovrani sono persone giuridiche.

## Riconoscimento
Il riconoscimento di uno stato è la decisione di uno stato sovrano di trattare un'altra entità come suo pari. Il riconoscimento può essere espresso o implicito e di solito è retroattivo nei suoi effetti, ma non significa necessariamente la volontà di stabilire o mantenere relazioni diplomatiche.
Non esiste una definizione che sia vincolante per tutti i membri della comunità delle nazioni sui criteri di stato. Nella pratica attuale, i criteri sono principalmente politici, non legali. L.C. Green ha citato il riconoscimento degli stati non ancora nati di Polonia e Cecoslovacchia nella prima guerra mondiale e ha spiegato che: 
(L. C. Green)
Nel diritto internazionale, tuttavia, ci sono diverse teorie su quando uno stato dovrebbe essere riconosciuto come sovrano.

### Teoria costitutiva
La teoria costitutiva dello stato definisce uno stato come una persona giuridica di diritto internazionale se, e solo se, è riconosciuto come sovrano da almeno un altro stato. Questa teoria del riconoscimento è stata sviluppata nel XIX secolo. In funzione di questa teoria, uno stato era considerato sovrano se un altro stato sovrano lo avesse riconosciuto come tale. A causa di ciò, i nuovi stati non potevano diventare immediatamente parte della comunità internazionale o essere vincolati dal diritto internazionale e le nazioni riconosciute non dovevano rispettare il diritto internazionale nei loro rapporti reciproci. Nel 1815, il Congresso di Vienna nell'atto finale riconobbe solo 39 stati sovrani nel sistema diplomatico europeo, e come risultato fu fermamente stabilito che in futuro i nuovi stati avrebbero dovuto essere riconosciuti da altri stati e ciò significava in pratica il riconoscimento da parte di una o più grandi potenze.
Una delle principali critiche a questa legge fu la confusione che si sarebbe creata quando alcuni stati avessero riconosciuto una nuova entità, ma altri no. Hersch Lauterpacht, uno dei principali fautori della teoria, suggerì che: "è dovere dello stato concedere il riconoscimento come possibile soluzione. Tuttavia, uno stato può utilizzare qualsiasi criterio quando giudica se deve dare il riconoscimento e non ha alcun obbligo di utilizzare tali criteri. Molti stati possono riconoscere un altro stato solo se è a loro vantaggio".
Nel 1912, L. F. L. Oppenheim disse, a riguardo della teoria costitutiva:
(L. F. L. Oppenheim)

### Teoria dichiarativa
Al contrario, la teoria dichiarativa dello stato definisce uno stato come persona giuridica di diritto internazionale se soddisfa i seguenti criteri: 
1. Ha un territorio definito
2. Ha una popolazione permanente
3. Ha un governo
4. Ha capacità di entrare in relazione con altri stati.

Secondo la teoria dichiarativa, lo stato di un'entità è indipendente dal suo riconoscimento da parte di altri stati, purché la sovranità non sia stata acquisita con la forza militare. Il modello dichiarativo divenne più famoso, nel 1933, con la Convenzione di Montevideo.
L'articolo 3 della Convenzione di Montevideo dichiara che lo stato politico è indipendente dal riconoscimento da parte di altri Stati, e allo Stato non è proibito difendersi. Al contrario, il riconoscimento è considerato un requisito per lo stato, dalla teoria costitutiva dello stato. Una parte importante della convenzione è l'articolo 11 che proibisce l'uso della forza militare per ottenere la sovranità.
Un parere simile sulle "condizioni per cui un'entità costituisce uno stato" è espresso dalla Comunità Economica Europea nei "pareri del Comitato di arbitrato Badinter", il quale ha rilevato che uno stato viene definito tale se ha un territorio, una popolazione, un governo e la capacità di entrare in relazioni con altri stati.

### Riconoscimento dello stato
La pratica dello status relativo al riconoscimento degli Stati generalmente rientra in qualche modo tra gli approcci dichiarativi e costitutivi. Il diritto internazionale non richiede ad uno stato di riconoscere gli altri. Il riconoscimento viene spesso negato quando un nuovo stato è considerato illegittimo o è nato in violazione del diritto internazionale. Il non riconoscimento universale da parte della comunità internazionale di Rhodesia e Cipro del Nord sono buoni esempi di ciò. La prima è stata riconosciuta solo da Sudafrica e il secondo solo dalla Turchia. Nel caso della Rhodesia, il riconoscimento fu ampiamente negato quando la minoranza bianca prese il potere e tentò la costituzione di uno stato sulla falsariga dell'Apartheid del Sudafrica, mossa che il Consiglio di sicurezza delle Nazioni Unite descrisse come la creazione di un "regime illegale di minoranza razzista". Nel caso di Cipro del Nord, il riconoscimento è stato negato per uno stato separato creato nel nord di Cipro. Il diritto internazionale non impedisce le dichiarazioni di indipendenza, e il riconoscimento di un paese è una questione politica. Di conseguenza, i turco-ciprioti hanno ottenuto lo "status di osservatore" nell'Assemblea parlamentare del Consiglio d'Europa, e i loro rappresentanti sono eletti nell'assemblea di Cipro del Nord; e Cipro del Nord divenne membro osservatore dell'Organizzazione della cooperazione islamica e dell'Organizzazione per la cooperazione economica.

### Statide factoede iure
La maggior parte degli stati sovrani lo sono de iure e de facto (cioè, esistono sia legalmente che nella realtà). Tuttavia, uno stato può essere riconosciuto solo come uno stato "de iure", in quanto è riconosciuto come il governo legittimo di un territorio sul quale non ha un controllo effettivo. Ad esempio, durante la seconda guerra mondiale, i governi in esilio di un certo numero di stati europei continentali continuarono a godere di relazioni diplomatiche con gli alleati, nonostante i loro paesi fossero sotto l'occupazione nazista. L'Organizzazione per la Liberazione della Palestina e l'Autorità Nazionale Palestinese affermano che lo Stato di Palestina è uno stato sovrano, una rivendicazione che è stata riconosciuta dalla maggior parte degli stati, sebbene il territorio che sostiene sia sotto il proprio controllo "de facto" è controllato da Israele. 
Altre entità possono avere un controllo "de facto" su un territorio ma mancano di riconoscimento internazionale; questi possono essere considerati dalla comunità internazionale solo come stati "de facto". Sono considerati "de iure" solo in base alla propria legge e agli stati che li riconoscono. Ad esempio, il Somaliland è comunemente considerato come uno stato. Per un elenco di entità che desiderano essere universalmente riconosciute come stati sovrani, ma che non hanno un riconoscimento diplomatico globale, consultare Stati a riconoscimento limitato.

## Rapporto tra stato e governo
Sebbene i termini "stato" e "governo" siano spesso usati in modo intercambiabile, il diritto internazionale distingue tra uno stato non fisico e il suo governo. Infatti, il concetto di "governo in esilio" è basato su questa distinzione. Gli stati sono entità giuridiche non fisiche e non organizzazioni di alcun tipo. Tuttavia, di solito, solo il governo di uno stato può obbligare o vincolare lo stesso, ad esempio con un trattato.

## Estinzione dello stato
In generale, gli stati sono entità durature, sebbene sia possibile che possano estinguersi, sia attraverso azioni volontarie o forze esterne, come la conquista militare. L'abolizione violenta dello stato è praticamente cessata dalla fine della seconda guerra mondiale. Poiché gli stati sono entità giuridiche non fisiche, è stato argomentato che la loro estinzione non può essere dovuta alla sola forza fisica. Invece, le azioni fisiche dell'esercito devono essere associate alle azioni sociali o giudiziarie corrette al fine di abolire uno stato.

## Status ontologico dello stato
Lo status ontologico dello stato è oggetto di dibattito, e in particolare, indipendentemente dal fatto che, essendo un oggetto che nessuno può vedere, gustare, toccare o altrimenti rilevare, è un'entità reale.

### Lo stato come "quasi astratto"
È stato sostenuto che una potenziale ragione per cui l'esistenza degli stati sia stata controversa è perché non hanno un posto nella tradizionale dualità platonica del concreto e dell'astratto. Normalmente, gli oggetti concreti sono quelli che hanno una posizione nel tempo e nello spazio, che gli stati non hanno (sebbene i loro territori abbiano una posizione spaziale, ma gli stati sono distinti dai loro territori), e gli oggetti astratti non hanno posizione né nel tempo né nello spazio, dal momento che hanno una posizione temporale (possono essere creati in determinati momenti e poi estinguersi in un momento successivo). Pertanto, è stato sostenuto che gli stati appartengono a una terza categoria, il quasi-astratto, che ha recentemente iniziato a raccogliere attenzione filosofica, soprattutto nell'area della documentalità, una teoria ontologica che cerca di capire il ruolo dei documenti nel comprendere tutta la realtà sociale. Gli oggetti quasi astratti, come gli stati, possono essere creati attraverso atti documentali che possono anche essere usati per manipolarli, ad esempio legandoli per trattato o arrendendoli come risultato di una guerra.

### Lo stato come "entità spirituale"
Un'altra teoria sull'ontologia dello stato è che lo stato è spirituale, o "entità mistica" con il proprio essere, distinto dai suoi membri. Il filosofo idealista tedesco, Georg Wilhelm Friedrich Hegel (1770-1831), fu forse il più grande sostenitore di questa teoria. La definizione hegeliana di stato è "l'idea divina così come esiste sulla terra".

## Tendenze nel numero di stati
Dalla fine della seconda guerra mondiale, è aumentato il numero di stati sovrani nel sistema internazionale. Alcune ricerche suggeriscono che l'esistenza di organizzazioni internazionali e regionali, la maggiore disponibilità di aiuti economici e una maggiore accettazione della norma di autodeterminazione, hanno aumentato il desiderio delle unità politiche di separarsi e poter essere accreditate per l'aumento del numero di stati nel sistema internazionale. L'economista di Harvard Alberto Alesina e quello di Tufts, Enrico Spolaore, sostengono nel loro libro "Dimensione delle nazioni" che l'aumento del numero di stati può essere in parte accreditato ad un mondo più pacifico, ad un maggiore libero scambio, all'integrazione dell'economia internazionale e alla democratizzazione e presenza di organizzazioni internazionali che coordinano le politiche economiche e politiche.